# 羊の方舟
『羊の方舟』（ひつじのはこぶね）は、2005年8月26日に工画堂スタジオより発売された全年齢対象パソコンゲームである。シンフォニック=レインと同じ西川真音＆しろのコンビで製作されている。工画堂スタジオの運営する携帯電話ウェブサイト「エンジェリックタウン」でも途中までプレイ可能。また、公式サイトでも途中まで公開されている。2008年にリメイク小説『零と羊飼い』も発売された。

## 概要
地球に接近する巨大隕石を防ぐために立てられた計画、それは対抗する能力を持つ人間をシャトル（方舟）に乗せ、隕石に向けて打ち出すというものだった。集められた三人の異能者が、犠牲となる一人を選ぶまでの七日間が、各異能者の視点から描かれる（ただし、厳密にはこの表現は正確でない）。
選択肢が存在しないノベルゲームであるが、各異能者ごとに別々のエンディングが用意されている。その理由は物語の中で明かされる。

## ストーリー
21世紀から22世紀の変わり目ごろ、世界中に不思議な能力を持つ者達が現れ始めた。中でも何かを消す、壊すといった能力を持つ異能者は特殊だった。彼らはレス系、あるいはアンチ系と呼ばれ、その本来の能力の他に例外なくもう一つの能力、すなわち受けた力を同じだけの力で跳ね返すという能力を持っていたのだ。
彼らの存在が公にされた頃、巨大隕石が地球に接近していることがわかり、極秘の計画を立ち上げられる。それは、アンチ系異能者をシャトルに乗せ、隕石に向けて打ち出すというものだった。当然その異能者は助からない。そして事情を知らされないまま、三人の異能者が地下施設に集められた。過去を失ったため生きる意志が希薄なアキラ、恋人のために命を投げ出してもいいと考えるアロイス、常に何かに対する怒りを抱えているウォルシュ。彼らの能力は彼らが望まない限り発動しないため、無理矢理シャトルに乗せても意味はなく、計画のためには彼らが自分の意志でシャトルに乗る必要がある。三人は犠牲となる一人を決めるため、あるゲームを始める。

## 登場キャラクター

### プロジェクトの候補者とその関係者
- アキラ・ツキカワ
15歳の日本人の少年。中学生の時、家族を亡くしたことをきっかけに、記憶を消す能力に目覚める。自身の能力で過去を失ったため、アイデンティティが希薄であり、やや淡泊で現実離れしたところがある。根は優しい人間であり、シャトルに乗るまでの短い間だけでも楽しい思い出を作ってやろうと、サイファの世話を申し出る。特に死を望んでいるわけでもないが、生きることに執着しているわけでもない。

- サイファ 
計画のため生み出された、アンチ系能力を持つクローンの少女。「零」を意味する名前を持ち、シャトルに乗ることが決まっている。生まれたばかりのためまだ感情などは芽生えていない。ジーンに与えられたウサギの人形をいつも持ち歩いている。

- アロイス・トイフェル
13歳の落ち着いた雰囲気の少年。聴力を失ったことをきっかけに精神を病み、施設に預けられるが、そこでアイと出会い、生きる意志を取り戻す。理知的で冷静だが強い意志を持っており、アイのためにシャトルに乗ってもいいと思っている。

- アイ・マツオカ
14歳の盲目の少女。アロイスの恋人であり、補い合うように常に二人でいる。センス系異能者で、音に対する強い感性を持っており、声からウソを見分けたり機械の駆動音から盗聴器の有無などを調べることができる。基本的に誰にでも優しい人間だが、アロイスを守るために辛らつな言葉を口にすることもある。

- ウォルシュ・クーパー
17歳の粗暴な青年。スラム街の近くで暮らしており、一年前のある事件をきっかけに感情を消す能力に目覚める。常に何かに対する怒りを抱えており、憎まれることを望むかのように周囲に敵意をまき散らしている。ある少女を彷彿とさせるシャオリーを世話役に指名し、ことあるごとに迫害を加える。

- リ・ジーメイ（李咏梅）
13歳の中国系の少女。ウォルシュからはシャオリー（小李）と呼ばれる。何らかの理由で莫大な借金を負い、メイドとして働いている。幼いながらも、常に毅然とした態度をとろうと努めている。

### その他の人物
- ピーター・フランクリン
52歳のセンス系異能者の男性。精神を病んだ妻の心を知りたいがために心を読む能力に目覚めるも、時すでに遅く妻が自殺。以後はその能力を生かしてネゴシエーターや尋問官として活躍する。その能力を買われ、計画に参加するよう異能者を説得する任務を与えられるが、温厚で優しい人間のため、異能者を死地に送り出すような任務には消極的。

- ジーン
27歳の色白の女性。計画の責任者であると同時に遺伝子の専門家でもあり、主に異能者について研究を進めている。サイファの生みの親で、基本的に冷淡な性格。

- エドワード・クラーク
27歳の男性。ジーンの部下で、ジーンに対しては単なる上司に対する忠誠以上の感情を持っている。

## スタッフ
- キャラクターデザイン・イラスト - しろ
- シナリオ・原案 - 西川真音
- 音楽 - 馬場信繁

## 小説
『零と羊飼い』（ゼロとひつじかい）のタイトルで2008年、一迅社文庫より刊行。設定、登場人物、ストーリーに大小様々な点で変更が加えられており、特に結末は大きく異なっている。
- 2008年6月15日初版  ISBN 9784758040013